# Picón del Fraile
El picón del Fraile es una montaña de 1625 metros de altitud ubicada en el sector oriental de la cordillera Cantábrica, en España. Integrado en los valles pasiegos, establece la divisoria entre Cantabria, al norte, y Burgos, al sur.

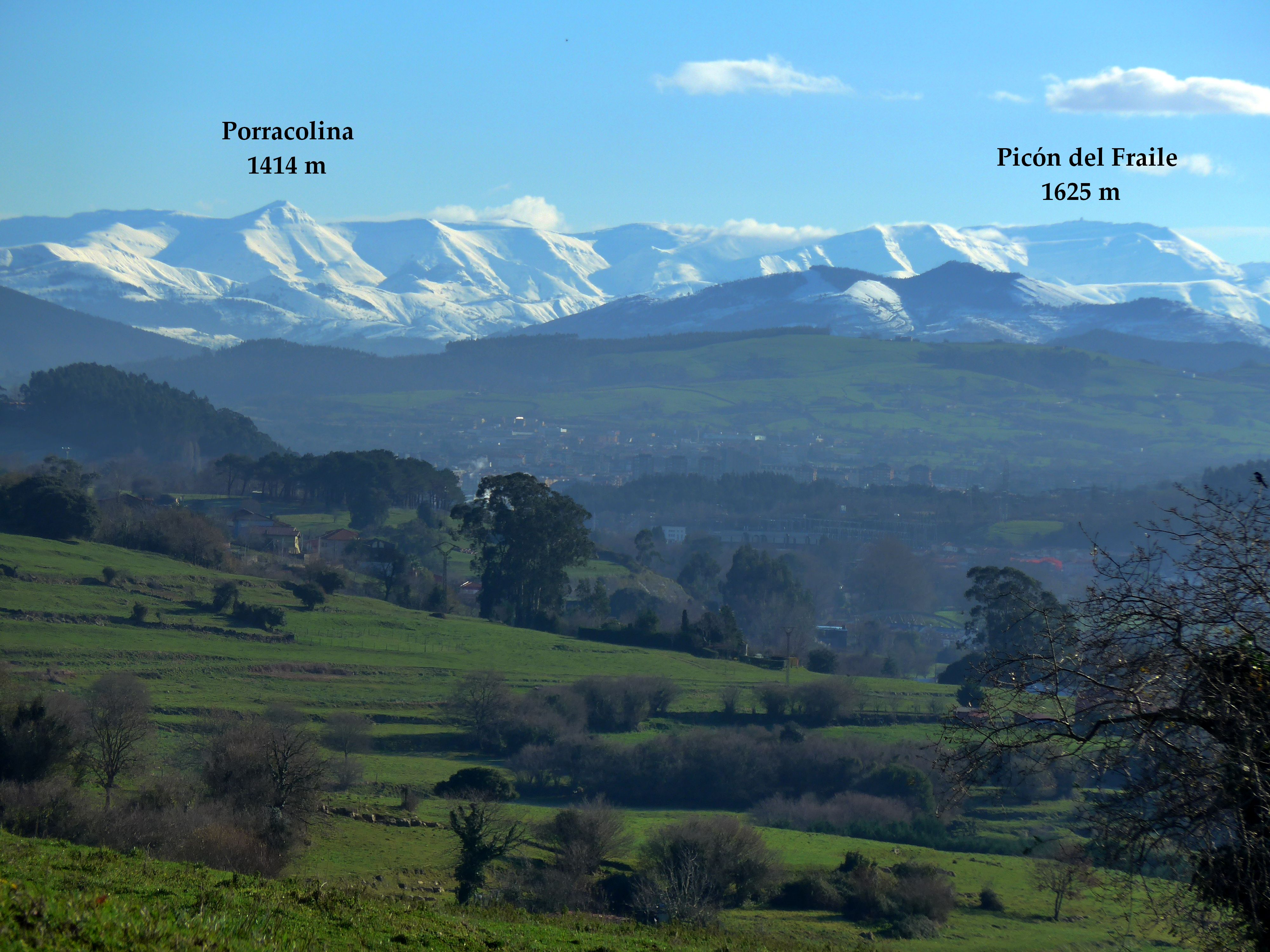
Picón del Fraile a la derecha. Fotografía tomada desde San Esteban de Reocín

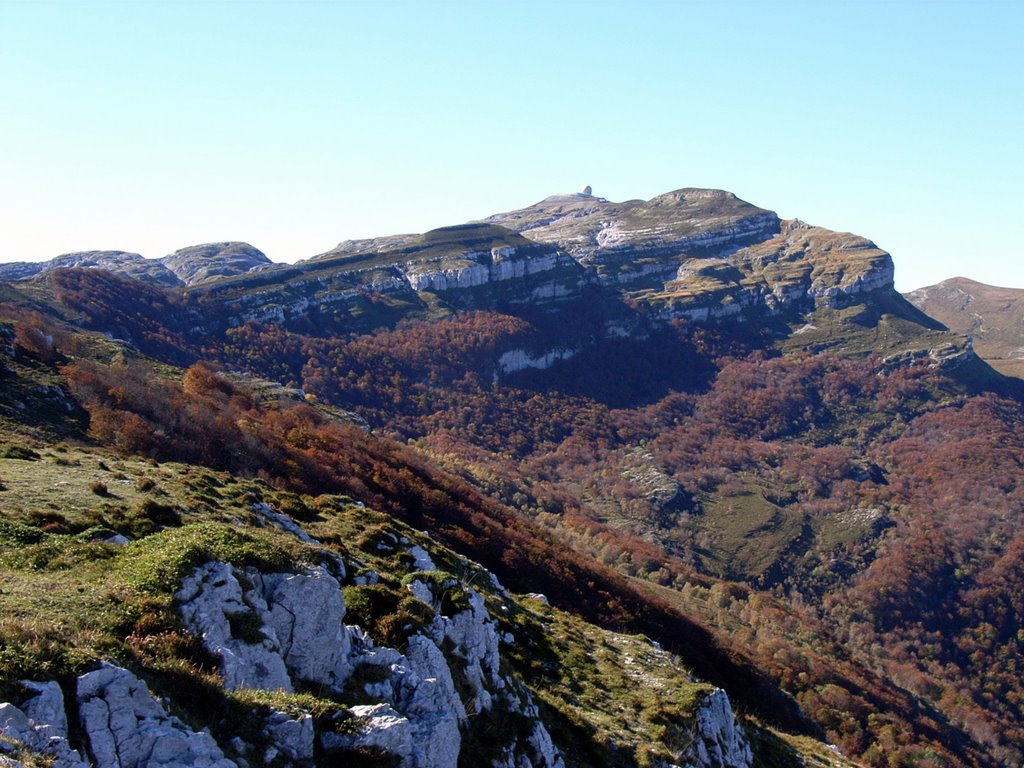
Picón del Fraile, en la divisoria Cantabria–Burgos

Una gran esfera de color amarillento, perteneciente a la base militar EVA-12, hace muy reconocible esta montaña desde muchos puntos de Cantabria.

## Base militar de control aéreo EVA-12
En la cima del Picón del Fraile se localiza una base militar del Ejército del Aire cuyo cometido es el control aéreo. Esta base militar pertenece administrativamente al municipio de Espinosa de los Monteros (Burgos).

## Acceso por carretera
Debido a la actividad militar desarrollada en el Picón del Fraile, el acceso a dicha montaña se encuentra restringido, tal como advierte un cartel en la carretera que enlaza el portillo de Lunada con la base militar.